# Suyo
Suyo ist eine Stadtgemeinde in der philippinischen Provinz Ilocos Sur. Sie zählte im Jahre 2015 11.446 Einwohner. Das Gelände ist sehr hügelig und wird von dem Fluss Chico River durchquert. Die Bevölkerung lebt hauptsächlich vom Reisanbau.
Suyo ist in folgende acht Baranggays unterteilt:
- Baringcucurong
- Cabugao
- Man-atong
- Patoc-ao
- Poblacion (Kimpusa)
- Suyo Proper
- Urzadan
- Uso